# Алатырский механический завод
АО «Ала́тырский механи́ческий заво́д» — российское промышленное предприятие, расположенное в городе Алатырь (Чувашская Республика), производитель продукции для железнодорожного транспорта.

## История
Завод основан в 1893 году как Алатырские железнодорожные мастерские. В 1929 году мастерские были реорганизованы в Паровозоремонтный завод Казанской железной дороги. С 1981 года — Алатырский механический завод. В 1941 году на завод были эвакуированы рабочие и служащие, часть оборудования Смелянского и Гайворонского паровозоремонтных заводов.
В 2003 году ГУП «Алатырский механический завод» становится филиалом вновь созданного ОАО «Российские железные дороги».
В 2007 году ГУП «Алатырский механический завод» становится акционерным обществом.
До 2014 года Алатырский механический завод являлся дочерним обществом ОАО «РЖД», в апреле 2014 года продан «Трансмаш Инвесту».
В 2015 году выручка составила 397 миллионов рублей, чистая прибыль — 70 миллионов рублей.

## Продукция
В годы Великой Отечественной войны завод производил оборонную продукцию, ремонтировал паровозы, выполнял заказы 11 железных дорог страны.
К началу 1992 года выпускал термозащитные камеры, жидкостные нагрузочные реостаты, водонагревательные котлы, металлические контейнеры.
По состоянию на 2009 год основными видами деятельности завода являлись:
- производство запасных частей для подвижного состава железных дорог
- изготовление вагонозамедлителей
- изготовление машиностроительной продукции
- ремонт и формирование колёсных пар
- ремонт и модернизация оборудования, узлов и агрегатов подвижного состава

По данным Министерства промышленности и энергетики за 2021 год, среди выпускаемой продукции завода:  «оборудование для сортировочных горок, замедлители для горочных и парковых тормозных позиций, управляющей аппаратуры, путевого инструмента, а также запасные части, вагонные котлы, в том числе и инновационный пассажирский котел на трех видах топлива, и кипятильники, для ремонта пассажирских и грузовых вагонов». Заказчиком продукции является ОАО «РЖД». На предприятии также реализовывается инвестиционный проект по выпуску скоростных тележек,  включенный в программу Комплексного развития Чувашской Республики на 2020-2025 годы.